# Stanley Woods

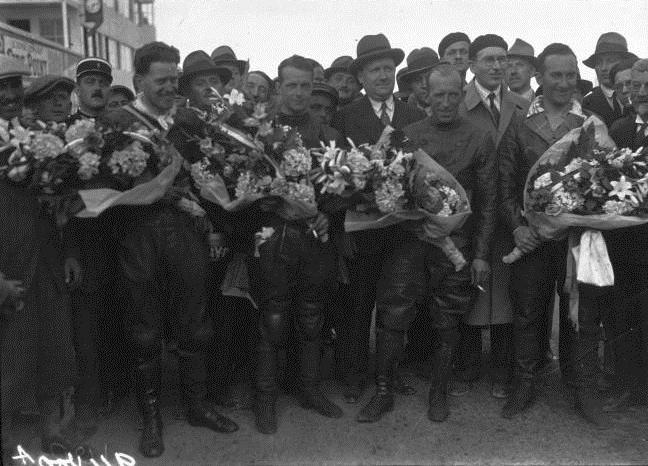
De winnaars van de Grand Prix de l'UMF van 1932: v.l.n.r. Eric Fernihough (175 cc), Leo Davenport (250 cc), Jimmie Simpson (350 cc) en Stanley Woods (500 cc).

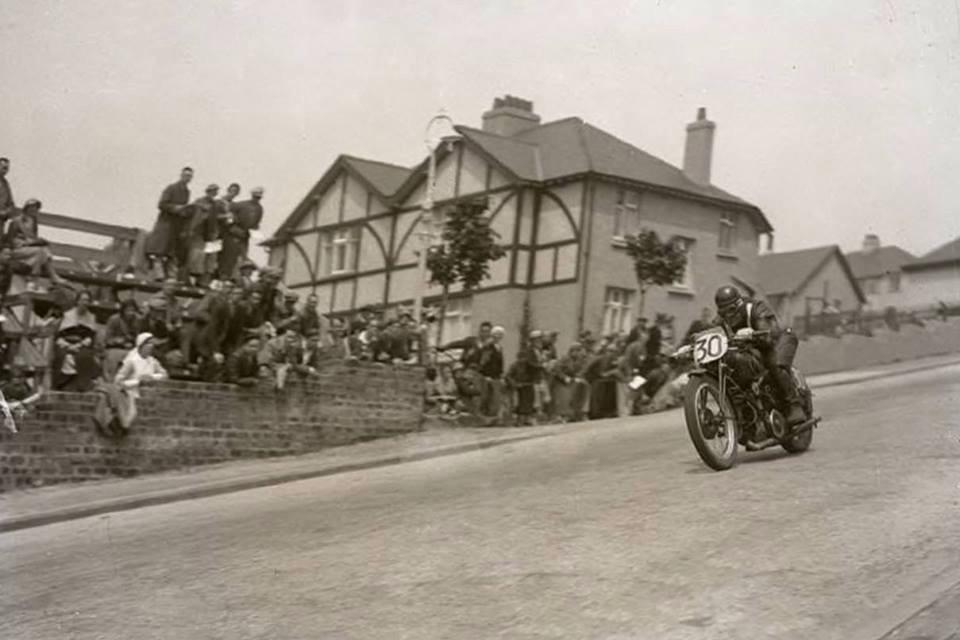
Stanley Woods met een Moto Guzzi in de afdaling van Bray Hill tijdens de Isle of Man TT van 1935

Stanley Woods (1903 - 28 juli 1993) was een Iers motorcoureur die succesvol was in de jaren twintig en dertig. Hij won 29 Grands Prix en de TT van Man won hij 10 maal. Zijn racedebuut maakte hij in 1921 met de Harley-Davidson van zijn vader, die de motorfiets gebruikte als vertegenwoordiger van Mackintosh Toffee. Stanley Woods werd uiteindelijk producent van toffees.

## Loopbaan
De Rudge-coureur Tommy Green, die Woods als zijn "mentor" beschouwde, spoorde hem aan de TT van Man van 1921 te bezoeken, samen met zijn vriend C.W. ("Paddy") Johnston. Nadat Woods de races gezien had vertelde hij zijn vrienden dat hij dat ook wel kon. Voor 1922 schreef hij een aantal fabrikanten aan om hem een racemotor ter beschikking te stellen. Cotton leverde hem daarop een 350 cc machine en schreef hem in voor de TT van 1922.
In 1922 reed hij voor het eerst op de Snaefell Mountain Course, het circuit van de latere TT van Man. Hij werd met een Cotton vijfde in de Junior TT (tot 350 cc). Hij ondervond een aantal problemen tijdens deze eerste TT: Zijn start werd vertraagd omdat hij een aantal bougies die uit zijn zak gevallen waren moest oprapen. In de eerste ronde raakte hij een stoeprand bij Governor's Bridge. In de tweede ronde viel hij en nadat hij zijn race vervolgd had raakte hij dezelfde stoeprand, waardoor hij een deel van zijn uitlaat verloor. Tijdens een pitstop vloog zijn machine in brand. Hij bluste hem met een overjas. Door de brand was zijn achterremhevel afgebroken en hij eindigde de race zonder remmen, nadat hij er bij Ramsey nog eens afgevallen was.
In 1923 won hij de Junior TT. Van 1926 tot 1934 reed hij voor Norton. In die tijd won hij vier Grands Prix in 1927, zes in 1928 en nog meer in de volgende jaren. In 1935 werd hij ingelijfd door Moto Guzzi en won hij de TT van Man met de Moto Guzzi Bicilindrica 500, de eerste TT-overwinning voor Moto Guzzi en de tweede voor een niet-Britse motorfiets (na Oliver Godfrey in 1911 op een Indian). Hij kreeg in de Britse pers de bijnaam "Irish Dasher". Zijn rijstijl ontstond door die van de Iers-Canadese coureur Alec Bennett te bestuderen. Onder het Britse publiek waren veel mensen die hem als een verrader beschouwden, omdat hij voor Moto Guzzi reed. Dat merk werd openlijk gesteund door het fascistische regime van Benito Mussolini, dat gehaat werd vanwege de expansiedrang richting Abessynië die uiteindelijk leidde tot de Tweede Italiaans-Ethiopische Oorlog. Toen Italië hiervoor sancties opgelegd kreeg van de Volkenbond boycotte het de TT van Man van 1936, waardoor Woods in de Lightweight TT op een DKW en in de Senior TT op een Velocette moest rijden. Woods was voorzitter van de TT Riders Association en trainer van de eerste leden van het Ierse 4 Cavalry Squadron's Motor Squadron tijdens de noodtoestand in 1939. Zij vormden het presidentiële ere-escorte. In de jaren veertig maakte Stanley Woods naam als trialrijder.
In 1957 kwam Woods terug naar Man om het gouden jubileum van het circuit te vieren. Hij reed er op een 350 cc Moto Guzzi Monocilindrica 350. In 1968 werd Stanley Woods door een "panel of experts" gekozen tot de beste coureur die op Man geracet had. In 1996 bracht het Ierse postbedrijf An Post een serie postzegels met bekende Ierse motorcoureurs uit, waaronder een van Stanley Woods.

### TT van Man overwinningen
| Jaar | Klasse             | Motorfiets                  | gemiddelde snelheid |
| ---- | ------------------ | --------------------------- | ------------------- |
| 1923 | Junior 350 cc      | Cotton                      | 89,7 km/h           |
| 1926 | Senior 500 cc      | Norton Model 18             | 108,7 km/h          |
| 1932 | Junior 350 cc      | Norton                      | 124,2 km/h          |
| 1932 | Senior 500 cc      | Norton                      | 128,5 km/h          |
| 1933 | Junior 350 cc      | Norton                      | 125,7 km/h          |
| 1933 | Senior 500 cc      | Norton                      | 130,4 km/h          |
| 1935 | Lightweight 250 cc | Moto Guzzi Monoalbero 250   | 115,2 km/h          |
| 1935 | Senior 500 cc      | Moto Guzzi Bicilindrica 500 | 136,3 km/h          |
| 1938 | Junior 350 cc      | Velocette KTT Mk VII        | 135,3 km/h          |
| 1939 | Junior 350 cc      | Velocette KTT Mk VII        | 133,9 km/h          |

### Dutch TT overwinningen
Woods won de Dutch TT zes maal op het Circuit van Drenthe.
| Jaar          | Klasse | Motorfiets |
| ------------- | ------ | ---------- |
| 1927, 25 juni | 500 cc | Norton     |
| 1928, 23 juni | 350 cc | Norton     |
| 1931, 11 juli | 350 cc | Norton     |
| 1932, 25 juni | 350 cc | Norton     |
| 1933          | 350 cc | Norton     |
| 1933          | 500 cc | Norton     |

### Andere overwinningen
| Jaar | Klasse | Motorfiets                | Grand Prix & circuit                                | Gemiddelde snelheid |
| ---- | ------ | ------------------------- | --------------------------------------------------- | ------------------- |
| 1924 | 600cc  | New Imperial-JAP (980 cc) | Ulster, Clady Circuit, County Antrim, Noord-Ierland | 117,0 km/h          |
| 1925 | 600cc  | New Imperial-JAP (980 cc) | Ulster                                              | 105,0 km/h          |
| 1927 | 500 cc | Norton                    | Zwitserland, Circuit de Meyrin, Genève              |                     |
| 1927 | 500 cc | Norton                    | België, Spa-Francorchamps                           |                     |
| 1928 | 500 cc | Norton                    | Grand-Prix de L'U.M.F, Bordeaux                     |                     |
| 1930 | 500 cc | Norton                    | Ulster                                              | 129,6 km/h          |
| 1930 | 500 cc | Norton                    | Grand-Prix de L'U.M.F, Pau                          |                     |
| 1931 | 500 cc | Norton                    | Duitsland, Nürburgring                              |                     |
| 1931 | 500 cc | Norton                    | België                                              |                     |
| 1931 | 500 cc | Norton                    | Zwitserland, Bremgarten, Bern                       |                     |
| 1931 | 500 cc | Norton                    | Ulster                                              | 139,1 km/h          |
| 1932 | 500 cc | Norton                    | Grand-Prix de L'U.M.F, Rheims                       |                     |
| 1932 | 500 cc | Norton                    | België                                              |                     |
| 1932 | 350 cc | Norton                    | Zwitserland                                         |                     |
| 1932 | 500 cc | Norton                    | Zwitserland                                         |                     |
| 1932 | 500 cc | Norton                    | Ulster                                              | 137,0 km/h          |
| 1933 | 500 cc | Norton                    | Zwitserland                                         |                     |
| 1933 | 500 cc | Norton                    | Ulster                                              | 140,7 km/h          |
| 1935 | 500 cc | Husqvarna                 | Zweden, Saxtorp                                     |                     |
| 1939 | 350 cc | Velocette                 | Ulster                                              | 147,5 km/h          |

## Trivia
- Stanley was toffeemaker en hij bracht altijd toffees mee voor de scouts die tijdens de TT van Man het scorebord bijhielden.